# Málca
Málca (szlovákul: Malčice) község Szlovákiában, a Kassai kerület Nagymihályi járásában.

## Fekvése
Nagymihálytól 23 km-re délre, az Ondava mellett fekszik.

## Története
A régészeti leletek tanúsága szerint már az újkőkorszakban lakott hely volt.
Málca (Málcza) Árpád-kori település, nevét az oklevelek már 1220-ban említették. Ekkor a Buttkay család kapott rá királyi adományt.
A 13. században a településnek vára is épült, melyet IV. Béla király rendeletére a tatárjárás után a Buttkayak építtettek, és a hagyomány szerint a templom helyén állt, mára azonban már nyoma sincs. Később Pektári Joachim tárnokmester birtoka, melytől 1274-ben IV. László király megfosztotta, de később visszakapta. Később utódaié, a Málczayaké. A 15. század második felében Mátyás király serege elfoglalta és lerombolta.
1600-ban a településen 22 ház, továbbá nemesi kúria, templom, plébánia és iskola állt. 1693-ban Básty László, valamint az Orosz, Stépán, Szinnyey, Szent-Léleky, Balog, Both és Szent Ivány családok birtoka volt. A 18. században az Orosz család tulajdonában állt.
A 18. század végén Vályi András így ír róla: „MÁLCZÁR. Tót, és magyar falu Zemplén Vármegy. földes Urai több Uraságok, lakosai külömbfélék, fekszik Markhoz 1/4, Petrikhez pedig 2/4 órányira, térséges határja három nyomásbéli, búzát, gabonát, zabot terem, fő képen, árpát, és tengerit középszerűen, erdeje, szőleje nints, száraz esztendőben legelővel bővelkedik, piatza Nagy Mihályon, és Újhelyben van.”
A 19. században a Stepanó és Szentiványi családoké. Lakói főként állattartással, kosárfonással foglalkoztak.
Fényes Elek 1851-ben kiadott geográfiai szótárában így ír a faluról: „Málcza, tót-magyar-orosz falu, Zemplén vármegyében, Deregnyőhöz nyugotra 1 1/2 órányira: 596 római, 141 g. kath., 48 evang., 170 ref., 63 zsidó lak. Kath. és ref. anyatemplom. 748 hold termékeny szántóföld. F. u. Orosz, Richter, Vékey, Lacsny; s. m. Ut. posta Nagy-Mihály.”
Borovszky Samu monográfiasorozatának Zemplén vármegyét tárgyaló része szerint: „Málcza, kisközség az Ondava völgyében. Körjegyzőségi székhely. 165 házat és 1096, nagyobb részben tótajkú s róm. kath. vallású lakost számlál. Saját postája van; távírója és vasúti állomása Bánócz. 1220-ban már szerepel s ekkor a Buttkayak kapják királyi adományban. 1411-ben a Buttkay, Ráskay s Márki családok kapnak rá donácziót. A XV. században a Buttkay nemzetség vára is szerepel itt, mely a hagyomány szerint a mostani templomok helyén állott, de ma már a nyomai sem látszanak. 1461-ben Márki Margitot iktatják némely részeibe, 1498-ban pedig Sztrithey Lászlót és Horkai Györgyöt. 1507-ben Ibrányi László, 1546-ban Fejérthóy János, 1553-ban Málczay László, 1555-ben Iváncsy István, 1556-ban Wiczmándy Ferencz, Buttkay Péter és Lippó Orsolya, 1581-ben Málczay György, 1588-ban Melith István és Duleszkai Horváth Menyhért, 1592-ben Palaticz Anna és Bánóczy Simon, 1595-ben Basó Mihály és Keczer Zsuzsanna kapnak itt részeket. Az 1598-iki összeírásban Basó Mihály özvegye, Czobor Mihály és Bánóczy Simon szerepelnek birtokosaiként. 1602-ben Melith István, 1635-ben Rákóczy András és Zékely Anna, 1693-ban Básthy László szereznek itt telkeket; birtokosai továbbá: az Orosz, Stépán, Szinnyey, Szent-Léleky, Szívy, Richter, Latsny, Vékey, Liszkay, Galambos, Rimanóczy, Egyed, Balogh, Both és a Szent-Ivány családok. Most Wiczmándy Mórnénak, Stépán Gábornénak és Szent-Ivány Lászlónak van itt nagyobb birtokuk s az utóbbinak szép, nagy kastélya, melyet Szent-Ivány Vincze 1862-ben építtetett s örökösödés útján került a mostani tulajdonos birtokába, kinek itt őrzött családi levéltárában számos árpádkori oklevél található. Van itt azonkívül még három úrilak, melyek közül az egyik a Stépán, a másik a Szmicsák s a harmadik a Wiczmándy családé. A Stépán családnak körülbelül 1600 kötetből álló könyvtára van itt, özv. Wiczmándy Ödönné szül. Sárossy Gizella pedig számos levelet őriz Sárossy Gyulától, továbbá Lónyay Gábortól, Pulszky Ferencztől, Császár Ferencztől, Kuthytól stb. A községben sajtgyár és gőzmalom van. Két temploma közül a református ősrégi, de a gyakori átalakítások sokat rontottak rajta, míg a katholikus templom 1848-ban épült. A református egyháznak egy XV. századbeli értékes szentedénye van. Ide tartoznak Trinkely-major és Szegény-tanya, de közelében feküdt hajdan Kothan elpusztult község, mely, a míg fennállott, Málcza sorsában osztozott.”
1920-ig Zemplén vármegye Nagymihályi járásához tartozott.

## Népessége
| Év:            | 1994. | 2004.   | 2014.    | 2024.   |
| -------------- | ----- | ------- | -------- | ------- |
| Emberek száma: | 1235  | 1336    | 1501     | 1485    |
| Eltérés:       |       | +8,17 % | +12,35 % | -1,06 % |

| Év:            | 2023. | 2024.   |
| -------------- | ----- | ------- |
| Emberek száma: | 1464  | 1485    |
| Eltérés:       |       | +1,43 % |

1910-ben 1262-en, többségében szlovák anyanyelvűek lakták, jelentős magyar kisebbséggel.
2001-ben 1309 lakosából 1218 szlovák és 77 cigány volt.
2011-ben 1477 lakosából 1155 szlovák és 57 cigány volt.
2021-ben 1482 lakosából 1326 (+14) szlovák, 31 (+154) cigány, 1 (+4) ruszin, 18 egyéb és 106 ismeretlen nemzetiségű volt.

## Neves személyek
- Itt született 1811-ben Szent-Iványi Vince valóságos belső titkos tanácsos, a hétszemélyes tábla bírája.
- Itt született 1890. december 22-én Komáromi János író, újságíró.
- Itt született 1917-ben Király Péter nyelvészprofesszor, szlavista, a nyelvtudományok doktora.
- Itt született 1920. július 11-én Király Tibor Széchenyi-díjas magyar jogtudós, egyetemi tanár, a Magyar Tudományos Akadémia rendes tagja.
- Itt szolgált Zágonyi György (1838-?) református néptanító.

## Nevezetességei
- Két klasszicista stílusú temploma és kápolnája. Római katolikus temploma a Hétfájdalmú Szűzanya tiszteletére van szentelve.
- Három nemesi kúria látható a faluban.